# وارتون جي. غرين
وارتون جي. غرين هو محامي وسياسي أمريكي، ولد في 28 فبراير 1831 في سانت ماركس في الولايات المتحدة، وتوفي في 6 أغسطس 1910 في فاييتفيل في الولايات المتحدة. نشط حزبياً في الحزب الديمقراطي. وقد انتخب عضو مجلس النواب الأمريكي ‏.